# Monstera vasquezii
Monstera vasquezii — вид квіткових рослин з родини кліщинцевих (Araceae).

## Розповсюдження
Місцем проживання цього виду є пн. Перу. Ця витка рослина росте переважно у вологому тропічному біомі.